# کلود گیلینگواتر

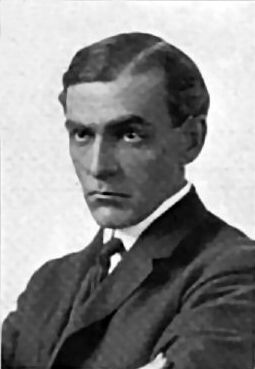

کلود گیلینگواتر (انگلیسی: Claude Gillingwater؛ ۲ اوت ۱۸۷۰ – ۱ نوامبر ۱۹۳۹) یک هنرپیشه اهل ایالات متحده آمریکا بود.

## گزیده فیلمشناسی
از فیلم‌ها یا برنامه‌های تلویزیونی که وی در آن نقش داشته‌است می‌توان به آثار زیر اشاره کرد.
- مسیحی (۱۹۲۳)
- جان‌فروشی (۱۹۲۳)
- هفت گناهکار (فیلم ۱۹۲۵) (۱۹۲۵)
- ۴۵ دقیقه از هالیوود (۱۹۲۶)
- سیم خاردار (فیلم ۱۹۲۷) (۱۹۲۷)
- گوریل (فیلم ۱۹۲۷) (۱۹۲۷)
- بوسه سرقتی (۱۹۲۹)
- بابا لنگ‌دراز (فیلم ۱۹۳۱) (۱۹۳۱)
- برادوی بیل (۱۹۳۴)
- زن سرخ‌پوش (فیلم ۱۹۳۵) (۱۹۳۵)
- میسیسیپی (فیلم) (۱۹۳۵)
- داستان دو شهر (فیلم ۱۹۳۵) (۱۹۳۵)
- فتح (فیلم) (۱۹۳۷)
- یک یانکی در آکسفورد (۱۹۳۸)